# Jimmie Lunceford

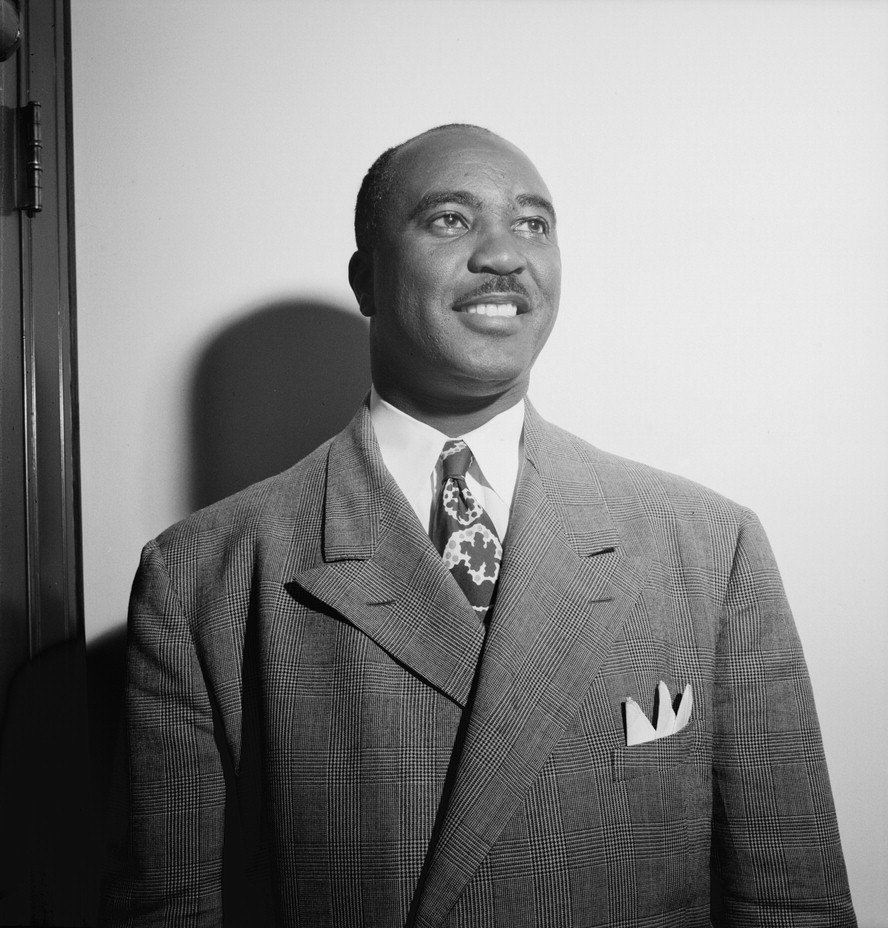
Jimmie Lunceford, augustus 1946

James Melvin "Jimmie" Lunceford (Fulton, 6 juni 1902 - Seaside (Oregon), 12 juli 1947) was een Amerikaanse jazz-saxofonist en bigband-leider in het swingtijdperk. Zijn orkest speelde nummers met originele arrangementen en vaak grappige teksten en was een van de topbands uit de jaren dertig. Lunceford werd opgenomen in de Mississippi Musicians Hall of Fame en de Memphis Music Hall of Fame.

## Het begin
Lunceford ging in Denver naar de highschool en studeerde bij de vader van de later beroemde orkestleider Paul Whiteman en aan Fisk University. In 1922 speelde hij in een band, waar ook Andy Kirk actief was, en in de jaren erna speelde hij met Elmer Snowden en Wilbur Sweatman. In 1927 gaf hij les aan een school in Memphis en richtte daar een band met scholieren op, Chickasaw Syncopators, die enkele jaren later werd omgedoopt in Jimmie Lunceford Orchestra. 

## Cotton Club
Het orkest toerde (onder meer in Cleveland en Buffalo) en maakte verschillende opnames (de eerste in 1927). In 1934 werd de band geboekt door de beroemde Cotton Club in Harlem (New York), als vervanging van het orkest van Cab Calloway. De nieuwe huisband groeide in de jaren erna uit tot een succesvolle act. Het orkest vormde een hechte eenheid, had goede musici, de muziek en de teksten waren vaak humoristisch en de show was kleurrijk, met kostuums en grappige uithalen naar de 'blanke' orkesten. Het orkest stond meer bekend om zijn samenspel dan om zijn solowerk: de solo's waren altijd kort. De 'Lunceford-stijl' (met onder meer het gebruik van een two-beat-ritme) was mede te danken aan de inventieve en originele arrangementen van de hand van trompettist Sy Oliver. Mede bepalend voor het geluid was de inzet van trompettisten die hoge noten speelden, zoals Tommy Stevenson-Lunceford was de eerste bandleider die dat deed. Musici die bij Lunceford speelden waren onder meer Willie Smith (de leider van de saxofoon-sectie), Trummy Young, Joe Thomas, zanger Dan Grissom en (later) Gerald Wilson en Snooky Young. Lunceford speelde zelf meestal niet, maar beperkte zich tot het leiden van de band, met een baton. Op enkele plaatopnames speelde hij mee op de fluit. De band speelde ook jarenlang in Apollo Theater en was een van de populairste groepen onder de 'zwarten'. In de hoogtijdagen van de band werd het orkest in één adem genoemd met dat van Duke Ellington, Count Basie en Earl Hines.

## Plaatopnames
Het orkest nam verschillende platen op voor Victor en maakte daarna platen voor Decca, waarvoor ze een reeks hits scoorden, zoals "Mood Indigo", "Black and Tan Fantasy" (beide Ellington-nummers) en "Rhythm Is Our Business", dat de herkenningsmelodie van de band werd. In 1938 ging Lunceford platen maken voor een sublabel van Columbia, Vocalion. Vanwege tegenvallende inkomsten liet Vocalion de groep vallen en keerde Lunceford terug naar Decca.

## De laatste jaren
In 1937 toerde de groep uitgebreid in Europa, maar een tweede tournee moest vanwege het uitbreken van de Tweede Wereldoorlog worden afgelast. In datzelfde jaar stapte Sy Oliver over naar de band van Tommy Dorsey, waarschijnlijk omdat hij daar beter betaald werd dan bij Lunceford. Hij werd vervangen door Gerald Wilson. Ook andere musici hebben om die reden Lunceford's orkest verlaten, zoals Tommy Stevenson (in 1936) en Willie Smith (1942). In 1947, toen hij nog steeds populair was, overleed Jimmie Lunceford tijdens een handtekeningen-sessie aan een hartstilstand. Mogelijk is hij vergiftigd in een visrestaurant door de eigenaar die kwaad was dat hij een 'neger' moest bedienen: ook andere bandleden zijn na het etentje ziek geworden. Na zijn dood hielden Ed Wilcox en Joe Thomas het orkest nog een tijdlang overeind en maakten hiermee zelfs nog opnames.

## 'Nieuw' Lunceford-orkest en festival
In 1999 ondernam bandleider Robert Veen het initiatief om toestemming te krijgen de originele charts en arrangementen van het orkest te kunnen gebruiken. In 2005 debuteerde het The Jimmy Lunceford Legacy Orchestra op het North Sea Jazz Festival.
In 2007 werd een Jimmy Lunceford Jamboree Festival gestart, dat gehouden wordt in Memphis.

## Discografie (selectie)
- The Uncollected Jimmie Lunceford and His Harlem Express (live-opnames 1944), Hindsight, 1985
- 1930-1934, Chronological Classics, 1990
- 1934-1935, Classics, 1990
- 1935-1937, Classics, 1990
- 1937-1939, Classics, 1990
- 1939, Classics, 1990
- 1939-1940, Classics, 1991
- Rhythm is Our Business, ASV/Living Era, 1992
- 1940-1941, Classics, 1992
- Stomp It Off (beste Decca-opnames), GRP, 1992 ('album pick' Allmusic)
- For Dancers Only (Decca-opnames 1935-1937), GRP, 1994
- Volume 1 (1927-1934), Masters of Jazz, 1995
- Volume 2 (1934), Masters of Jazz, 1995
- 1941-1945, Classics, 1996
- Masterpieces, Vol. 9, EPM, 1996
- Swingsation: Jimmie Lunceford, GRP, 1998
- 1945-1947, Classics, 2000
- Lunceford Special: 1939-1940, Columbia, 2001
- 1948-1949 (opnames Lunceford orkest na overlijden), Classics
- 1943-1945 Broadcasts, Soundcraft, 2001
- Jimmie Lunceford and His Orchestra, vol. 1, Black & Blue, 2002
- Anthology 1934-1942, Cabu, 2007